# Plethogenesia
Plethogenesia is een geslacht van haften (Ephemeroptera) uit de familie Palingeniidae.

## Soorten
Het geslacht Plethogenesia omvat de volgende soorten:
- Plethogenesia bibisica
- Plethogenesia delicata
- Plethogenesia pallida
- Plethogenesia papuana